# Enrique Aristeguieta Gramcko
Enrique Aristeguieta Gramcko (Puerto Cabello, estado Carabobo, Venezuela, 7 de mayo de 1933) es un abogado y político venezolano. Fue miembro de la denominada Junta Patriótica que participó en la rebelión donde el entonces dictador Marcos Pérez Jiménez decide dejar el gobierno por el 23 de enero de 1958.

## Biografía
Es hijo de  Jesús Manuel Aristeguieta Badaraco y María Isabel Gramcko Brandt. Su hermano es Adolfo Aristeguieta Gramcko. Es primo de la escritora Ida Gramcko y de la artista plástica Elsa Gramcko.

### Educación
Durante su niñez estudió en el colegio La Salle de Puerto Cabello. Posteriormente se mudó a Caracas donde terminó la secundaria. Estudió derecho en La Universidad Central de Venezuela.

### Carrera política
Fue miembro de las Juventudes Revolucionarias Copeyanas y del partido socialcristiano Copei. Estando en la universidad, comenzó a participar en reuniones y conferencias políticas clandestinas que buscaban despertar un movimiento cívico militar para deponer a Marcos Pérez Jiménez. Este movimiento se denominó Junta Patriótica y estaba formado por intelectuales, profesores, ingenieros y abogados que se oponían a Pérez Jiménez. La Junta Patriótica convocó a un paro nacional el 21 de enero de 1958 en protesta por los resultados del plebiscito de 1957. Según la junta el gobierno publicó resultados falsos; el paro fue acatado por la mayoría de los sectores del país y, luego de dos días el gobierno cayó.
Aristeguieta ejerció los cargos de diputado al Congreso Nacional, embajador itinerante en el Caribe, viceministro de Relaciones Interiores en el gobierno de Luis Herrera Campíns, gobernador encargado del estado Nueva Esparta, presidente de la Comisión Investigadora contra el Enriquecimiento Ilícito y director de registro del Consejo Supremo Electoral.
Militó en COPEI hasta el año 1999, año en el que llega Hugo Chávez al poder. En 2017 funda un movimiento político que agrupa partidos independientes denominado "Gran Alianza Nacional Alternativa (GANA)". También es líder del movimiento opositor Soy Venezuela.

### Detención
El 2 de febrero de 2018 en horas de la madrugada, Aristeguieta fue detenido por el SEBIN, servicio de inteligencia del gobierno de Venezuela. Fue liberado posteriormente.

## Obras
Como miembro de la Academia de Historia del estado Carabobo ha escrito numerosos ensayos como por ejemplo: 
- Historia de tres navíos
- Puerto Cabello: una huella una reserva
- Bolívar y Puerto Cabello
- Historia del parlamento británico
- Hechos y personajes del Puerto